# Berta Betanzos
Berta Betanzos, née le 15 janvier 1988, est une navigatrice de l'équipe olympique d'Espagne en voile. Internationale, elle a participé aux Jeux olympiques d'été de 2012 de 470 à Londres.

## Palmarès

### Jeux olympiques
- 10e aux Jeux olympiques d'été de 2012 à Londres.

### Championnat du monde
- Championne du monde de 470 en 2011[1].
- Deuxième du championnat du monde de 470 en 2009[1].

### Championnat d'Europe
- Championne d'Europe de 470 en 2011[1].
- Deuxième du championnat d'Europe de 470 en 2009[1].